# Ханади Џарадат
Ханади Тајсир Абдул Малек Џарадат (арап. هنادي تيسير عبدالمالك جرادات; Џенин, 22. септембар 1975 — Хајфа, 4. октобар 2003) била је палестинска терористкиња из Џенина. Најпознатија је по томе што је 4. октобра 2003. извршила самоубилачки напад на ресторан Максим у северном израелском граду Хајфи убивши 21 особу и ранивши 51. Међу погинулима је било четверо израелске деце, и троје Арапа. Била је шести женски бомбаш-самоубица Друге интифаде и друга жена регрутована од стране Исламског џихада.

## Напад
У време напада, Јарадат је била студент права и планирала је да се бави адвокатуром. Студирала је право на Универзитету у Јармоку, у Јордану. Јарадат је наводно извршила напад у Хајфи као чин одмазде након што су тајни оперативци израелских одбрамбених снага у Џенину убили њеног рођака Салаха (34 године) и њеног млађег брата Фадија (25), од којих су обојица били припадници Исламског џихада, при чему се њен рођак сматра дугогодишњим чланом Бригаде Ал Кудс. Када је имала 21 годину, њеног вереника су убиле израелске оружансе снаге. Након убиства њеног брата и рођака, Јарадат је отишла у жалост и почела да изучава Коран постивши два дана у седмици.
Бомба коју је носила је била с металним фрагментима напакованим око експлозивног језгра који су се распршили по ресторану максимизирајући смртоносни ефекат. Према полицијским изворима у Хајфи, последице су биле ужасне јер су неки од мртвих и даље седели усправно за својим столовима, док су други, укључујући децу и бебе, били олупани о зидове. Од силине експлозије Јадарти је остала само њена глава.
Као договор на поступке његове кћерке, њен отац Таисир је рекао: „Поступак моје ћерке одражава бес који сваки Палестинац осећа због окупације. Окупација није имала милости према мом сину Фадију, њеном брату. Убили су га иако није био тражена особа, хладнокрвно су га убили пред Ханадијим очима.” Он је одбио сваку сућут, уместо тога је рекао да је поносан на оно што је његова кћер урадила те је рекао да „прихвата само честитке”. Додао је да је тај напад био поклон њему, домовини и палестинском народу те да због тога не плаче за њом.
У знак одмазде на њен самоубилачки бомбашки напад, израелске снаге су извршиле рацију рано ујутру 5. октобра 2003. године, током којег су срушили Јарадатину породичну кућу и две комшијске куће.

### Жртве
| Пет чланова породице Алмог: - Командант (рез. ) Зеев Алмог, 71, из Хаифе - Рут Алмог, 70, из Хаифе - Моше Алмог, 43, из Хаифе - Томер Алмог, 9, из Хаифе - Асаф Стајер, 11, из Хаифе Пет чланова породице Зер-Авив: - Бруруа Зер-Авив, 59 година, из Кибуца Јагур - Безалел Зер-Авив, 30, из Кибуца Јагур - Керен Зер-Авив, 29, из Кибуца Јагур - Лиран Зер-Авив, 4, из Кибуца Јагур - Ноја Зер-Авив, 1, из Кибуца Јагур | други: - Нир Регев, 25, из Нахарије - Зви Бахат, 35, из Хаифе - Марк Биано, 29, из Хаифе - Наоми Биано, 25, из Хаифе - Хана Францис, 39, из Фасуте, главни конобар. - Шарбал Матар, 23, из Фасуте, конобар - Мутанус Каркаби, 31, из Хаифе, обезбеђење - Осама Најар, 28, из Хаифе, кувар - Ирена Софрин, 38, из Киријат Биалик - Лидија Зилберштајн, 56, из Хаифе, умрла је од задобијених повреда 9. октобра - Џорџ Матар, 58, из Хаифе, преминуо је од задобијених повреда 15. октобра |

## Почасти и награде
Исламски џихад је прогласио Јарадат као  „Невеста из Хајфе” да би одали почаст њеном браку с тлом њене домовине, што је раније било резервисано само за мушкарце. Неколико дана после напада, у Гази су дељене посебне картице с њеном сликом и натопсом „Ханади, невеста из Хајфе”.
Палестински дневни лист Ал Ајам је објавио посебан додатак у њиховом штампаном издању под насловом „Шта би Ханади рекла”, који се састојао од песама у част Џарадат који позивају на џихад.
Октобра 2021. године, Унија арапских правника (УАП) уручила је своју највећу награду Ханади Џарадат и послала је делегацију њеној породици да им уручи награду. Ајман Абу Ејишех, члан Палестинског комитета при Унији арапских правника, објаснио је да су у УАП-у поносни на Џарадат и да је њен самоубилачки напад био „за одбрану Палестине и арапске нације”.

## Снежана и лудило истине
Џарадат је била тема уметничког дела Дрора Фајлера, шведског композитора и музичара израелског порекла, и његове супруге уметнице Гуниле Шелд Фајлер.
Дело се састојало од портрета Ханади Џарадат како плута на малом белом чамцу по имену Снежана у дугом базену који је испуњен крваво-црвеном водом. Њу је пратио писани текст на оближњим зидовима и звук Бахове кантате 199 која гласи: „Моје срце плива у крви / јер је легло грехова мојих / у Божјим светим очима / чини ме чудовиштем.”
Уметничко дело је постало средиште контроверзи када је израелски амбасадор у Шведској Зви Мазел вандализовао дело. Он је гурнуо неколико светиљки у базон што је изазвало кратки спој и онемогућило светло. Он је рекао Фајлеру да његово дело није уметничко дело већ израз аутошовинизма који прославља бомбаше самоубице. Даље је новинарима рекао да тај комат представља потпуни легитимизацију геноцида и убиства недужних људи и цивила под плаштом културе. Фајлер је одбацио оптужбе да је њихова намера била да величају бомбаше-самоубице и оптужио Мазела да практикује цензуру. Он је рекао да је инсталација направљена да нагласи како људи у самоћи почињу да стасавају за ужасне ствари. После акцидента, Мазел се није покајао и рекао је додатно: „Стајао сам испред изложбе која позива на геноцид, позивајући на геноцид мене, вас, моје браће и сестара.”